# 마토 야얄로
마토 야얄로(Mato Jajalo, 1988년, 5월 25일, 야이체 ~)는 보스니아 헤르체고비나의 축구 선수로, 현재 세리에 B의 베네치아 FC에서 미드필더로 활약하고 있다.

## 클럽 경력
야얄로는 NK 슬라펜 벨루포에서 시니어팀 데뷔를 하였고, 2006-07 시즌에는 주전 선수가 되었으며, 18경기에 출장하여 4골을 득점하였다. 2009년 6월 1일, 야얄로는 비공개 이적료에 AC 시에나로 이적하였다. 10월을 기점으로, 야얄로는 시에나의 주전 자리를 꿰찼다. 2010년 7월, 시에나는 야얄로의 1. FC 쾰른으로 임대되었으며, 이 계약에서 바이아웃 조항을 추가하였다. 2011년 6월, 그는 1. FC 쾰른으로 완전 이적하였다.

## 국가대표팀 경력
야얄로는 크로아티아의 다양한 연령대의 청소년 국가대표팀으로 차출된 적이 있으며, U-21 대표팀 시절에는 주장을 맡았었다.